# Castilla-La Mancha
Castilla-La Mancha (tiếng Tây Ban Nha: [kasˈtiʎa la ˈmantʃa] ⓘ) là một cộng đồng tự trị của Tây Ban Nha. Castilla-La Mancha tiếp giáp với Castilla và León, Madrid, Aragon, Valencia, Murcia, Andalucía, và Extremadura. Đây là một trong những vùng dân cư thưa thớt nhất Tây Ban Nha. Albacete là thành phố lớn nhất về dân số. Thủ phủ là Toledo.
Castilla-La Mancha trước đây được gộp chung với tỉnh Madrid để tạo nên Castilla la Nueva. Nhưng với sự thiết lập các vùng tự trị, Castilla-La Mancha được tách ra do sự chênh lệch lớn về dân số giữa thủ đô và khu vực xung quanh. Ngoài lãnh thổ của Castilla la Nueva cũ, Castilla-La Mancha có thêm tỉnh Albacete mà trước đó thuộc Murcia. Việc thêm Albacete đã hợp nhất toàn vùng lịch sử La Mancha vào vùng duy nhất Castilla-La Mancha.
Đây là nơi lấy bối cảnh cho phần lớn tiểu thuyết nổi tiếng Don Quixote của Miguel de Cervantes.